# Brachydesmus perfidus
Brachydesmus perfidus är en mångfotingart som beskrevs av Carl Graf Attems 1927. Brachydesmus perfidus ingår i släktet Brachydesmus och familjen plattdubbelfotingar. Inga underarter finns listade i Catalogue of Life.